# ليزا أنغيلي
ليزا أنغيلي (بالإنجليزية: Lisa Angelle)‏ هي مغنية مؤلفة ومغنية أمريكية، ولدت في 27 ديسمبر 1965 في نيو أورلينز في الولايات المتحدة.